# 达西朋斯格庙
达西朋斯格庙，俗称“西庙”，位于中国内蒙古自治区呼伦贝尔市新巴尔虎右旗阿拉坦额莫勒镇以东10公里，是一座藏传佛教格鲁派寺院。 

## 历史
“西庙”位于西希拉尼高地方，是正黄旗旗庙的俗称，广义上包括正黄旗旗庙、二苏木庙（正黄旗第二佐（苏木）庙）、三苏木庙（正黄旗第三佐（苏木）庙），为一小寺庙群。正黄旗第一佐（苏木）庙与上述三庙不在一处，位于东希拉尼高地方，俗称“东庙”。
文化大革命中，西庙建筑群被毁。后来，正黄旗第二佐（苏木）庙获得修复，成为新巴尔虎右旗唯一的喇嘛庙。
- 正黄旗旗庙（俗称“西庙”）：建于乾隆五十八年（1793年），为规模较大的藏式寺庙，建造时耗资4200两白银、50头大畜、100只羊。主体建筑大雄宝殿占地面积310平方米。[3]
- 正黄旗第二佐（苏木）庙：建于同治四年（1865年），位于阿拉坦额莫勒镇以东9至10公里，阿尔山所在地。1985年修复，被确定为内蒙古自治区文物保护单位。[3]
- 正黄旗第三佐（苏木）庙：建于同治十三年（1874年），位于西庙建筑群中。[3]

另有说法称，达西朋斯格庙创建于光绪十三年（1887年）（一说建于1854年）。该庙鼎盛时期有喇嘛1000人，2009年有喇嘛18人。
每年农历四月初六日、六月初六日，该庙举办为期一周的庙会。

## 建筑
现存的达西朋斯格庙坐北朝南，平面呈矩形。寺庙在呼伦贝尔市市区以东，距离市区较远，向南约4公里是克鲁伦河，向东约8公里是呼伦湖。寺院周边除北边一些零散的住所之外，其余都是空地。 寺院有两个院，第一个院内较空旷，左侧有几座喇嘛住所，第二个院内有一座大殿和两座配殷。大殿于1985年修建，2006年修缮，汉式风格，砖木造，硬山顶，面阔3间，进深7间。院内有甬路，这在该地区现存的寺庙中很少见。该大殿像甘珠尔庙大殿的缩小版，前为经堂，后为佛殿。室外梁上绘有和玺彩画，等级较高。构建中的斗拱并不起支撑作用，而仅起到装饰作用。大殿内供有吉祥天母、十大护法、地藏王菩萨、四臂观音。